# Howellidae
Die Howellidae sind eine Familie barschverwandter Fische, zu der drei Gattungen gehören, die bisher den Dorschbarschen (Percichthyidae) und den Laternenbäuchen (Acropomatidae) zugerechnet wurden. Alle Arten der Familie leben im Meer, meist in größeren Tiefen von 100 bis 1800 Metern.

## Merkmale
Die Arten der Howellidae werden 7 bis 10 cm lang. Sie sind durch eine charakteristische Struktur der Infraorbitalknochen (Schädelknochen) gekennzeichnet, durch die Reduktion des vorn liegenden Teils der Hyomandibulare, den fehlenden Kontakt zwischen den Flossenstrahlenträgern (Pterygiophoren) der ersten und zweiten Rückenflosse, einen freien flossenstrahlenlosen Flossenstrahlenträger vor der zweiten Rückenflosse, 16 Wirbel in der Schwanzwirbelsäule, eine charakteristische Struktur der Schuppen und einige weitere Merkmale.

## Gattungen und Arten
Zu den Howellidae gehören drei Gattungen und acht Arten, die bisher den Dorschbarschen (Percichthyidae) und den Laternenbäuchen (Acropomatidae) zugerechnet wurden.
- Gattung Bathysphyraenops
  - Bathysphyraenops declivifrons  Fedoryako, 1976
  - Bathysphyraenops simplex  Parr, 1933
- Gattung Howella
  - Howella brodiei  Ogilby, 1899
  - Howella pammelas  (Heller & Snodgrass, 1903)
  - Howella parini  Fedoryako, 1976
  - Howella sherborni  (Norman, 1930)
  - Howella zina  Fedoryako, 1976
- Gattung Pseudohowella
  - Pseudohowella intermedia  Fedoryako, 1976

Möglicherweise gehören auch die fossilen Barschgattungen Synagropoides und Cottopsis in die neue Familie.